# Formazione di Bellano
La formazione di Bellano è una caratteristica sequenza di sedimenti che affiora nella zona di Bellano.

## Descrizione e ambiente sedimentario
La formazione di Bellano comprende una successione di conglomerati fini ed arenarie che è possibile collegare ad un ambiente di piana alluvionale con presenza di delta-conoidi.

## Rapporti stratigrafici e datazione

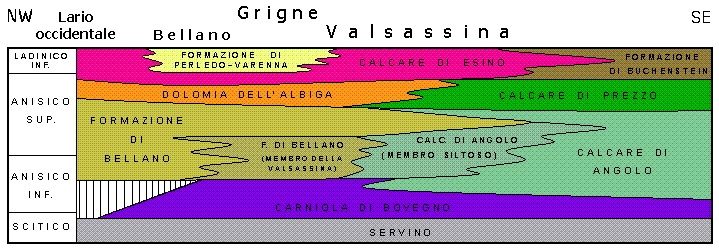
Stratigrafia

La formazione di Bellano giace sopra il Servino, il Calcare di Angolo e la Carniola di Bovegno, e si trova sotto al Calcare di Esino, alla Dolomia del San Salvatore e al Calcare di Prezzo.